# Erle Stanley Gardner
Erle Stanley Gardner (17 de julio de 1889Malden, Massachusetts -11 de marzo de 1970, Temecula California) fue un abogado y escritor estadounidense, más conocido por ser el creador del personaje Perry Mason. Publicó novelas policíacas bajo su propio nombre y también usando los seudónimos A. A. Fair, Kyle Corning, Charles M. Green, Carleton Kendrake, Charles J. Kenny, Les Tillray y Robert Parr.

## Biografía
Gardner ejercía su profesión de abogado, pero su carácter aborrecía la rutina de la práctica legal. La única parte que realmente disfrutaba eran los juicios penales y el desarrollo de la estrategia a seguir en un juicio. En su tiempo libre, Gardner comenzó a escribir para las revistas policíacas que también albergaban a autores como Dashiell Hammett y Raymond Chandler. Gardner creó muchos personajes para estas revistas, entre otros el ingenioso Lester Leith (parodia de otro personaje, Lord Peter Wimsey, de Dorothy Sayers) y Ken Corning, abogado criminalista, que fue el arquetipo para el personaje más famoso de Gardner, Perry Mason, abogado con dotes detectivescas, protagonista de más de cincuenta novelas de Gardner. La característica que hizo a Gardner notorio en el medio es que, a pesar de pertenecer al género policíaco, el héroe de sus novelas no era un policía ni un detective, sino un abogado penal.
Gardner se dedicó además al proyecto llamado «la Corte del último recurso», al cual le dedicó miles de horas junto con sus amigos y colegas del medio forense y criminalístico. En esta labor se buscaba revisar e investigar los posibles errores del sistema judicial que hubieran afectado a gente que, a pesar de ser inocente, había sido condenada debido a mala representación legal, vicios y malas prácticas por parte de fiscales y cuerpos policiales y, más directamente, a errores originados en dictámenes errados (o mal interpretados) de medicina forense.
El personaje trascendió al medio del cine en las décadas de 1930 y 1940, y se convirtió a la postre en la serie de televisión Perry Mason, donde el actor Raymond Burr caracterizaba a Mason. El propio Gardner apareció en el último episodio de la serie, en el papel de un juez. A finales de la década de 1980, la serie fue revivida en un puñado de películas para televisión, en las cuales aparecían miembros del elenco original, incluyendo a Burr.
Bajo el seudónimo A. A. Fair, Gardner escribió varias novelas con los detectives Bertha Cool y Donald Lam,: 13  además de escribir una serie de novelas sobre el fiscal Doug Selby y su enemigo Alphonse Baker Carr. En esta última serie, era evidente el contrapunto a la serie de Perry Mason, pues los papeles del investigador infalible y su eterno rival eran invertidos entre el fiscal y el abogado de las novelas.

## Baja California
A Erle, siendo de la costa este de Estados Unidos, le impactó en su enseñanza primaria saber que la parte central de la Península de Baja California era una tierra inexplorada, y que, cuando su éxito económico como escritor se lo permitió, cambió su residencia cerca de San Diego y desde ahí, como muchos fronterizos, cruzan la línea para conocer el vecino país por lo que dedicó buena parte de su existencia a viajar asiduamente por las ciudades y lugares de la península de Baja California, región que amó, viajó, investigó y respetó como pocos, y no como un simple turista como muchos de sus compatriotas, sino al grado de solicitar que sus cenizas fueran esparcidas en Baja California.  
Viajó por más de 30 años en automóvil por los caminos sin pavimentar, y veredas, hasta lo más recóndito de las Sierra de San Francisco por lo que los calificó como los más difíciles de México. Casi cada año el escritor de novelas policiacas visitó Baja California, a veces con su familia y en otras veces acompañado de antropólogos e investigadores para examinar las pinturas rupestresde la parte central de la península. Dirigió verdaderas caravanas exploratorias viajando en bote, camión, auto de doble tracción, triciclo, mula, avión, y hasta globo “El Columbia”, asunto que hizo hasta su muerte, y en sus últimos viajes no sólo trajo consigo vehículos terrestres sino hasta helicópteros. Dedicó varios escritos a estas tierras entre los que se encuentran:
- “La tierra de las sombras cortas”. 1948. -The land of Shorter Shadows - Exploring Baja California-.
- “Cazando la ballena del desierto”. 1960. - Hunting the desert whale-.
- “Aventura personal en Baja California”.1961.
- “Rodando por Baja”.1961. -Hovering over Baja-.
- El corazón escondido de Baja.1962. - The hidden Hearth of Baja-.
- El desierto es tuyo.1963. - The dessert is Yours-.
- Fuera de lo común en Baja.1977. -Off the beaten Track in Baja-.
- México Plaza mágica.1968. -México Magic square-.
- Anfitrión con gran sombrero.1969. -Host with the big Hat-, así como algunos otros libros que cuentan su profunda fascinación por la península.[7]

Erle, en 1962, se hizo acompañar el arqueólogo estadounidense de la Universidad de California en los Ángeles (UCLA) Clement W. Meighan, quienes se enfocaron en el Arte Rupestre Gran Mural, de la parte central de la Península, principalmente de la Sierra de San Francisco despertando el interés en otros personajes norteamericanos, como Harry W. Crosby.
Erle Stanley Gardner fue el primer escritor que dio a conocer diversas las maravillas de Baja California, sus misiones, oasis, playas, caminos y las pinturas rupestres de la península, escribiendo ensayos y crónicas de viaje donde expusieron las reflexiones que les deparaba el paisaje peninsular, sus comunidades y habitantes. A Erle lo que más le interesa eran los espacios abiertos, aún vírgenes para la civilización humana, y esa es su meta primordial en sus viajes y en los libros en que hace la crónica de sus expediciones al sur de la frontera. Compartió una gran colección de fotos sobre sus múltiples viajes.
 

Para Erle Stanley, Baja California fue un territorio arduo de vivir, difícil de recorrer, duro de enfrentar. Un territorio salvaje, que pone a prueba todas sus habilidades de supervivencia:
“Siempre hay algo inescrutable en el desierto. Un solo error y uno no la cuenta. Pero hay un lado benigno en todo esto. El desierto y el mar ejercen su influencia sobre uno cuando las frondas de las palmeras se mueven con el viento o las arenas deslizantes nos susurran sus misterios en la noche. De esas maravillas la vida está hecha: de aventuras, peligros, memorias y amistad”.
La experiencia fronteriza, está hecha de la exploración aventurada de Baja California, el redescubrimiento, por parte de los visitantes extranjeros de mirada aguda, como Erle Stanley Gardner, del Mar de Cortés, de los tesoros naturales al alcance de quien los ame y los respete.

### Deceso y legado
Gardner falleció el 11 de marzo de 1970, en su rancho de Temecula. Era el escritor estadounidense más vendido del siglo XX, en el momento de su muerte. Fue incinerado, y sus cenizas esparcidas sobre su amada península de Baja California.: 305  Su rancho, el Rancho del Paisano en su tiempo, fue vendido tras su deceso. Fue luego revendido en 2001 a los indios Pechanga, renombrado Great Oak Ranch, y finalmente absorbido en la reserva de los Pechanga.

## Obra

### Novelas de Perry Mason
| Año  | Título                                | Traducción                                              | Fecha de publicación | Notas |
| ---- | ------------------------------------- | ------------------------------------------------------- | -------------------- | ----- |
| 1933 | The Case of the Velvet Claws          | El caso de las garras de terciopelo                     | Marzo de 1933        |       |
| 1933 | The Case of the Sulky Girl            | El caso de la joven arisca                              | Septiembre de 1933   |       |
| 1934 | The Case of the Lucky Legs            | El caso de las piernas bonitas                          | Febrero de 1934      |       |
| 1934 | The Case of the Howling Dog           | El caso del perro aullador                              | Junio de 1934        |       |
| 1934 | The Case of the Curious Bride         | El caso de la novia curiosa                             | Noviembre de 1934    |       |
| 1935 | The Case of the Counterfeit Eye       | El caso del ojo de cristal                              | Abril de 1935        |       |
| 1935 | The Case of the Caretaker's Cat       | El caso del gato del portero                            | Septiembre de 1935   |       |
| 1936 | The Case of the Sleepwalker's Niece   | El caso del sonámbulo                                   | Marzo de 1936        |       |
| 1936 | The Case of the Stuttering Bishop     | El caso del tartamudo                                   | Septiembre de 1936   |       |
| 1937 | The Case of the Dangerous Dowager     | El caso de la viuda peligrosa                           | Abril de 1937        |       |
| 1937 | The Case of the Lame Canary           | El caso del canario cojo                                | Septiembre de 1937   |       |
| 1938 | The Case of the Substitute Face       | El caso del retrato falso                               | Abril de 1938        |       |
| 1938 | The Case of the Shoplifter's Shoe     | El caso de la cleptómana                                | Septiembre de 1938   |       |
| 1939 | The Case of the Perjured Parrot       | El caso del loro perjuro                                | Febrero de 1939      |       |
| 1939 | The Case of the Rolling Bones         | El caso de los dados falsos                             | Noviembre de 1939    |       |
| 1940 | The Case of the Baited Hook           | El caso del anzuelo sin cebo                            | Marzo de 1940        |       |
| 1940 | The Case of the Silent Partner        | El caso del socio silencioso                            | Noviembre de 1940    |       |
| 1941 | The Case of the Haunted Husband       | El caso del marido obsesionado                          | Febrero de 1941      |       |
| 1941 | The Case of the Empty Tin             | El caso de la lata vacía                                | October de 1941      |       |
| 1942 | The Case of the Drowning Duck         | El caso del patito que se ahogaba                       | Mayo de 1942         |       |
| 1942 | The Case of the Careless Kitten       | El caso del gatito imprudente                           | Septiembre de 1942   |       |
| 1943 | The Case of the Buried Clock          | El caso del reloj enterrado                             | Mayo de 1943         |       |
| 1943 | The Case of the Drowsy Mosquito       | El caso del mosquito adormilado                         | Septiembre de 1943   |       |
| 1944 | The Case of the Crooked Candle        | El caso de la vela torcida                              | Mayo de 1944         |       |
| 1944 | The Case of the Black-Eyed Blonde     | El caso de la rubia del ojo amoratado                   | Noviembre de 1944    |       |
| 1945 | The Case of the Golddigger's Purse    | El caso del bolso de la vampiresa                       | Mayo de 1945         |       |
| 1945 | The Case of the Half-Wakened Wife     | El caso de la mujer semidormida/dama soñolienta         | Septiembre de 1945   |       |
| 1946 | The Case of the Borrowed Brunette     | El caso de la morena prestada                           | Noviembre de 1946    |       |
| 1947 | The Case of the Fan Dancer's Horse    | El caso de la bailarina y su caballo                    | Junio de 1947        |       |
| 1947 | The Case of the Lazy Lover            | El caso del falso enamorado                             | Octubre de 1947      |       |
| 1948 | The Case of the Lonely Heiress        | El caso de la heredera solitaria                        | Febrero de 1948      |       |
| 1948 | The Case of the Vagabond Virgin       | El caso de la doncella errante                          | Julio de 1948        |       |
| 1949 | The Case of the Dubious Bridegroom    | El caso del marido dudoso                               | Febrero de 1949      |       |
| 1949 | The Case of the Cautious Coquette     | El caso de la coqueta cautelosa                         | Mayo de 1949         |       |
| 1950 | The Case of the Negligent Nymph       | El caso de la ninfa negligente                          | Enero de 1950        |       |
| 1950 | The Case of the One-Eyed Witness      | El caso de la viajera misteriosa                        | Noviembre de 1950    |       |
| 1951 | The Case of the Fiery Fingers         | El caso de los dedos luminosos/dedos de Fong            | Mayo de 1951         |       |
| 1951 | The Case of the Angry Mourner         | El caso de la prometida celosa                          | Octubre de 1951      |       |
| 1952 | The Case of the Moth-Eaten Mink       | El caso del abrigo de visón                             | Abril de 1952        |       |
| 1952 | The Case of the Grinning Gorilla      | El caso de la sonrisa del gorila                        | Noviembre de 1952    |       |
| 1953 | The Case of the Hesitant Hostess      | El caso de la chica vacilante                           | Abril de 1953        |       |
| 1953 | The Case of the Green-Eyed Sister     | El caso de la mujer de los ojos verdes                  | Noviembre de 1953    |       |
| 1954 | The Case of the Fugitive Nurse        | El caso de la enfermera fugitiva                        | Febrero de 1954      |       |
| 1954 | The Case of the Runaway Corpse        | El caso del cadáver fugitivo/del cadáver que desaparece | Junio de 1954        |       |
| 1954 | The Case of the Restless Redhead      | El caso de la inquieta pelirroja                        | Octubre de 1954      |       |
| 1955 | The Case of the Glamorous Ghost       | El caso del fantasma atractivo                          | Enero de 1955        |       |
| 1955 | The Case of the Sun Bather's Diary    | El caso del diario de la nudista                        | Mayo de 1955         |       |
| 1955 | The Case of the Nervous Accomplice    | El caso del cómplice nervioso                           | Septiembre de 1955   |       |
| 1956 | The Case of the Terrified Typist      | El caso de la mecanógrafa asustada                      | Enero de 1956        |       |
| 1956 | The Case of the Demure Defendant      | El caso de la cliente indescifrable                     | Mayo de 1956         |       |
| 1956 | The Case of the Gilded Lily           | El caso de la chantajista sentimental                   | Septiembre de 1956   |       |
| 1957 | The Case of the Lucky Loser           | El caso de la secretaria insistente                     | Enero de 1957        |       |
| 1957 | The Case of the Screaming Woman       | El caso de la mujer que gritó                           | Mayo de 1957         |       |
| 1957 | The Case of the Daring Decoy          | El caso de la trampa peligrosa                          | Octubre de 1957      |       |
| 1958 | The Case of the Long-Legged Models    | El caso de la modelo de las piernas largas              | Enero de 1958        |       |
| 1958 | The Case of the Foot-Loose Doll       | El caso del pico de partir hielo                        | Mayo de 1958         |       |
| 1958 | The Case of the Calendar Girl         | El caso de la fotografía indiscreta                     | Octubre de 1958      |       |
| 1959 | The Case of the Deadly Toy            | El caso del juguete mortífero                           | Enero de 1959        |       |
| 1959 | The Case of the Mythical Monkeys      | El caso de los simios legendarios                       | Junio de 1959        |       |
| 1959 | The Case of the Singing Skirt         | El caso de la chica del night-club                      | Septiembre de 1959   |       |
| 1960 | The Case of the Waylaid Wolf          | El caso del seductor insidioso                          | Enero de 1960        |       |
| 1960 | The Case of the Duplicate Daughter    | El caso de la hija duplicada                            | Junio de 1960        |       |
| 1960 | The Case of the Shapely Shadow        | El caso de la silueta insinuante                        | Octubre de 1960      |       |
| 1961 | The Case of the Spurious Spinster     | El caso de la falsa solterona                           | Marzo de 1961        |       |
| 1961 | The Case of the Bigamous Spouse       | El caso de la esposa bígama                             | Agosto de 1961       |       |
| 1962 | The Case of the Reluctant Model       | El caso de la modelo asustada                           | Enero de 1962        |       |
| 1962 | The Case of the Blonde Bonanza        | El caso de la "mina" rubia                              | Junio de 1962        |       |
| 1962 | The Case of the Ice-Cold Hands        | El caso de las manos heladas                            | Octubre de 1962      |       |
| 1963 | The Case of the Mischievous Doll      | El caso de las muñecas semejantes                       | Febrero de 1963      |       |
| 1963 | The Case of the Stepdaughter's Secret | El caso del secreto de la hijastra                      | Junio de 1963        |       |
| 1963 | The Case of the Amorous Aunt          | El caso de la tía enamorada                             | Septiembre de 1963   |       |
| 1964 | The Case of the Daring Divorcee       | El caso de la divorciada atrevida                       | Febrero de 1964      |       |
| 1964 | The Case of the Phantom Fortune       | El caso de la fortuna fantasma                          | Mayo de 1964         |       |
| 1964 | The Case of the Horrified Heirs       | El caso de los herederos asustados                      | Septiembre de 1964   |       |
| 1965 | The Case of the Troubled Trustee      | El caso del tutor en apuros                             | Febrero de 1965      |       |
| 1965 | The Case of the Beautiful Beggar      | El caso de la bella pordiosera                          | Junio de 1965        |       |
| 1966 | The Case of the Worried Waitress      | El caso de la camarera preocupada                       | Agosto de 1966       |       |
| 1967 | The Case of the Queenly Contestant    | El caso de la cliente majestuosa                        | Mayo de 1967         |       |
| 1968 | The Case of the Careless Cupid        | El caso del cupido descuidado                           | Marzo de 1968        |       |
| 1969 | The Case of the Fabulous Fake         | El caso de la simpática impostora                       | Noviembre de 1969    |       |
| 1972 | The Case of the Fenced-In Woman       | El caso de la mansión dividida                          | Septiembre de 1972   |       |
| 1973 | The Case of the Postponed Murder      | El caso del crimen diferido                             | 1973                 |       |